# حركة معارضة الطب النفسي

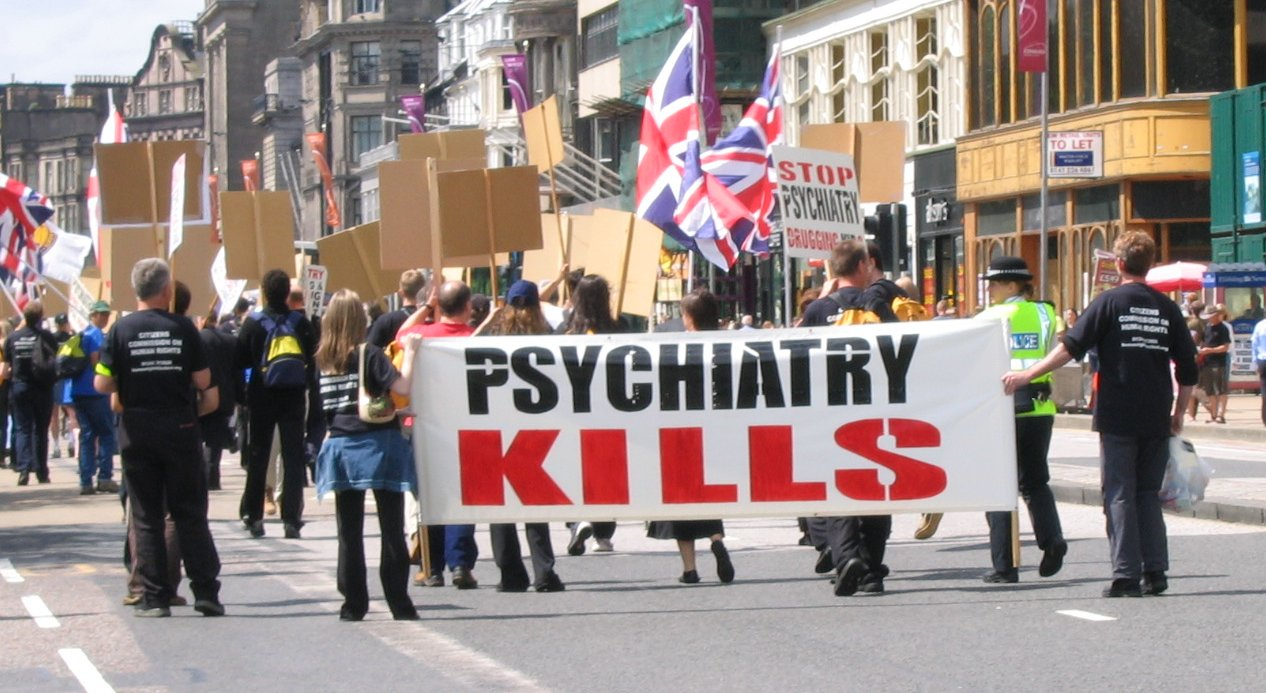

حركة معارضة الطب النفسي هي عبارة عن فكر أتى في الستينيات من القرن العشرين على أيدي أطباء نفسيين معترضين على أسلوب المعالجة المتبع في الطب النفسي خلال العقود الماضية، وأصحاب هذا الفكر أو هذه الحركة يرفضون "النموذج الطبي" للاضطرابات النفسية، أي يرفضون اعتبار الاضطرابات النفسية أمراضا، ويرفضون بالتالي كل ما يتصل بذلك من أساليب التشخيص والعلاج الطبي والحجر في مستشفيات، واستبدل كثير منهم بهذا "النموذج الطبي" نموذجا اجتماعيا" يقول بأن الاضطراب النفسي هو ناتج عن تعقد نمط الحياة المعاصرة.